# لوح سپید
لوح سپید: انکار مدرن ذات بشر کتابی پرفروش نوشته استیون پینکر در سال ۲۰۰۲ که در آن نویسنده با بیان این‌که رفتار انسان اساساً با سازگاری‌های روان‌شناختی تکاملی شکل می‌گیرد، پرونده‌ای را در برابر مدل‌های تبولا راساً در علوم اجتماعی باز می‌کند. این کتاب نامزد دریافت جایزه آونتیس ۲۰۰۳ و راه یافته به فینال جایزه پولیتزر بود. این کتاب با ترجمه بهزاد سروری و دانیال قارونی توسط نشر نگاه معاصر در سال ۱۳۹۴ چاپ شده‌است.